# Notiohyphantes laudatus
Notiohyphantes laudatus är en spindelart som beskrevs av Alfred Frank Millidge 1991. Notiohyphantes laudatus ingår i släktet Notiohyphantes och familjen täckvävarspindlar. Inga underarter finns listade i Catalogue of Life.